# Sveriges hantverksråd
Sveriges hantverksråd är en svensk ideell förening som verkar för "hantverksyrkenas förkovran och för ökad förståelse hos allmänheten för yrkesutbildningens och yrkeskompetensbevisens betydelse". Föreningens huvudmän är Företagarna, Hantverkarnas riksorganisation och Svenskt Näringsliv. Hantverksrådet har myndighetsuppdrag att utfärda och återkalla mästarbrev.
Hantverksrådet grundades 1983 av Sveriges hantverks- och industriorganisation. Den 1 juli 1994 byttes namnet till det nuvarande. Sveriges hantverksråd har sitt säte i Leksand.